# Tāmaqusṭiyā
Tāmaqusṭiyā war eine arabische Masseneinheit (Gewichtsmaß). Der hier in den Ansatz gebrachte Miṯqāl ist der kanonische zum Unterschied der anderen regionalen Maße, wie das damaszener Maß mit 4,62 Gramm, das ägyptische Maß mit 4,68 Gramm, das syrische Maß mit 4,427 Gramm und das anatolische Maß mit 4,81 Gramm.
- 1 Tāmaqusṭiyā = 2 Tamara = 3 Miṯqāl (1 M. = 4,46 Gramm) = 13,38 Gramm